# Gabinete Buffet
O Gabinete Buffet foi o ministério formado por Louis Buffet em 10 de março de 1875 e dissolvido em 23 de fevereiro de 1876. Foi o 6º gabinete da Terceira República Francesa, sendo antecedido pelo Gabinete Cissey e sucedido pelo Gabinete Dufaure III.

## Contexto
Foi durante o Gabinete Buffet que a Assembleia Nacional Francesa concluiu seu trabalho constituinte, adotando em julho a terceira e última lei constitucional sobre as relações entre autoridades públicas, bem como duas leis eleitorais relativas ao Senado e à eleição de deputados na França.
Enquanto isso, novas eleições senatoriais ocorreram em 1876, nas quais a direita monarquista conquistou 151 assentos contra 149 para os republicanos. Nas eleições legislativas, os republicanos conquistaram 360 assentos contra 150 da direita. Nesse cenário, Louis Buffet sofreu uma derrota pessoal e apresentou sua renúncia ao Presidente da República, Patrice de Mac-Mahon. Em fevereiro daquele ano, Jules Dufaure foi novamente nomeado Vice-presidente do Conselho de Ministros.

## Composição

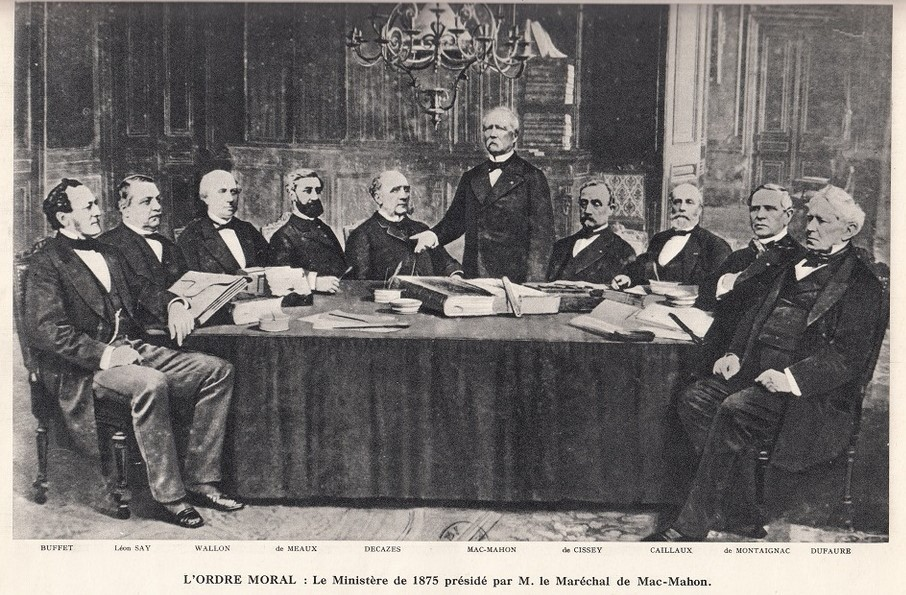
O Gabinete Buffet em fotomontagem de 1875.

- Presidente da República: Patrice de Mac-Mahon
- Vice-presidente do Conselho de Ministros: Louis Buffet
- Ministro dos Estrangeiros: Louis Decazes
- Ministro da Justiça: Jules Dufaure
- Ministro do Interior: Louis Buffet
- Ministro da Guerra: Ernest Courtot de Cissey
- Ministro das Finanças: Léon Say
- Ministro da Marinha e das Colônias: Louis Raymond de Montaignac de Chauvance
- Ministro da Instrução Pública, Belas Artes e Cultos: Henri Wallon
- Ministro das Obras Públicas: Eugène Caillaux
- Ministro da Agricultura e do Comércio: Camille de Meaux

## Realizações
- Fim do estado de sítio, com exceção de quatro departamentos (Paris, Lyon, Marselha e Argel);
- Aprovação de uma lei relativa à imprensa, buscando "prever os perigos que poderiam resultar do desaparecimento do estado de sítio na maioria dos departamentos";[2]
- Aprovação de uma lei colocando fim ao monopólio estatal no Ensino Superior e permitindo que os estabelecimentos cuja existência essa nova lei autorizou tomem o nome de "universidades livres" se reunirem três faculdades.